# 2. hokejová liga SR
2. Slovenská hokejová liga je třetí nejvyšší hokejová soutěž na Slovensku, kterou organizuje Slovenský svaz ledního hokeje. Soutěže se účastní 13 slovenských klubů, které jsou rozděleny do dvou skupin (A a B). Vítězný tým 2. hokejové ligy postupuje do 1. ligy SR.

## Týmy

### Skupina A
- HK Iskra Partizánske
- MŠK Púchov
- MHA Martin
- HO HAMIKOVO O.Z Hamuliakovo
- HK Brezno
- HK Slovan Levice
- HC Dukla Senica

### Skupina B
- HK Detva
- HK Bardejov
- MHK Kežmarok
- MHK AUTOCAR Dolný Kubín
- HK Sabinov
- HK Slovan Gelnica